# Clemens Frans Marie van Hövell tot Westervlier en Wezeveld
Clemens Frans Marie baron van Hövell tot Westervlier en Wezeveld, heer van Asten en Ommel ('s-Hertogenbosch, 3 juli 1910 - Asten, 9 april 1981) was een Nederlands burgemeester van de KVP.

## Familie
Van Hövell was een zoon van Clemens Ernest Alexander van Hövell van Westervlier en Weezeveld, heer van Asten en Ommel (1878-1956) en jkvr. Paulina van der Does de Willebois (1880-1952). Hij trouwde in 1947 met Marie Josèphe Brigitte d'Espinay Saint-Luc (1923-2005), dochter van graaf Marie Raoul d'Espinay Saint Luc. Het echtpaar kreeg vier kinderen.

## Leven en werk
Van Hövell was kasteelheer van Asten van 1956 tot zijn overlijden.
Van Hövell wilde burgemeester worden, en werd op 15 mei 1940 benoemd tot burgemeester van Bingelrade. Aangezien Nederland toen bezet was, viel dit zwaar en in 1943 dook hij onder in zijn ouderlijk huis te Roermond. Aldaar werd hij opgeroepen voor tewerkstelling in Duitsland. Na onder moeilijke omstandigheden naar Düsseldorf gegaan te zijn, ontsnapte hij, bereikte 't Joppe en later Bingelrade weer.
In 1947 ging Van Hövell naar Frankrijk, waar hij Marie Josèphe Brigitte d'Espinay Saint-Luc weer ontmoette, de dochter van het gezin waar hij begin jaren 1930 te gast was om Frans te leren. Ze trouwden en gingen in Limburg wonen.
In 1954 werd Van Hövell burgemeester van Wijlre en zette zich daar in voor natuurbehoud. Bij zijn afscheid in 1975 werd hij daar benoemd tot ereburger. Hij wilde nu in Asten komen wonen en heeft een kasteelhoeve daartoe gerestaureerd en ingericht. De contacten die hij met de plaatselijke bevolking had opgebouwd, onder meer via het beschermheerschap van het schuttersgilde Sint-Joris, kon hij nu verder ontplooien. Marie Josèphe richtte in Asten de Alliance Française op. De restauratie, of zelfs de conservering, van de vervallen kasteelruïne, werd door hem niet gestimuleerd. Probleem was daarbij zijn slechter wordende gezondheid. Hij stierf in 1981 en was daarmee de laatste kasteelheer van Asten.
Marie Josèphe bleef nog van 1981 tot 1984 op het kasteel wonen, maar de familie besloot in 1983 om het kasteel te verkopen, inclusief het landgoed van 46 ha. De gemeenteraad spande zich niet erg in om het geheel te behouden en het dreigde in delen te worden verkocht, wat ook gebeurde, waarmee in 1984 een einde aan de heerlijkheid kwam. Het kasteelcomplex werd verkocht aan de Stichting Wederopbouw Kasteel Asten, een collectief dat het wilde opknappen en voor bewoning door een vijftal gezinnen geschikt maken.
Van Hövell was ridder in de Orde van Oranje-Nassau.